# Pokémon: XY Kalos-udfordringen-afsnit
Pokémon: XY Kalos-udfordringen er den attende sæson af Pokémon og den anden del af Pokémon Serien: XY, en japansk anime-TV-serie, kendt i Japan under navnet Pocket Monsters: XY (ポケットモンスター エックスワイ Poketto Monsutā Ekkusu Wai). Den blev oprindeligt sendt i Japan på TV Tokyo fra den 6. november 2014 til den 29. oktober 2015, og senere i Danmark på Disney XD. Den danske versionering er lavet af SDI Media og er baseret på den amerikanske udgave, som er produceret af The Pokémon Company.
I Denne sæson fortsætter Ash Ketchum og Pikachus rejse i Kalos Region for at deltage i kalos salene så han kan deltage i Kalos Ligaen Ham og Pikachu rejser stadig sammen med Lumiose City sal lederen Clemont, hans lille søster Bonnie og Ashs Barndoms Ven Serena. denne gang deltager Serena i Pokemon Udstillingerne hvor hun skal vinde 3 prinsesse nøgler så hun kan deltage i Mester Klassen hvor hun vil få opfyldt sin drøm om at blive Kalos Dronning.

## Afsnit
| Nr. i serie | Nr. i sæson | Dansk titel Japansk titel | Japansk visning    | Dansk visning        |
| ----------- | ----------- | --- | ------------------ | -------------------- |
| —           | —           | "—" "Saikyō Mega Shinka ~Act II~" (最強メガシンカ～Act Ⅱ～) | 6. november 2014   | Ikke sendt i Danmark |
| 850         | 1           | "Passage til et Pokémon-partnerskab!" "Odore Yanchamu, Misero Fokko! Ashita e no Suteppu!!" (踊れヤンチャム、魅せろフォッコ！明日へのステップ！！)                                          | 13. november 2014  | Ukendt               |
| 851         | 2           | "Når lys og mørke støder sammen!" "Kaitei no Shiro! Kuzumō to Doramidoro!!" (海底の城！クズモーとドラミドロ！！)                                                                            | 20. november 2014  | Ukendt               |
| 852         | 3           | "Et hjem under havet!" "Ruchaburu to Dāku Ruchaburu!" (ルチャブルとダークルチャブル！) | 27. november 2014  | Ukendt               |
| 853         | 4           | "En hemmelig udfordring!" "Ninpō Taiketsu! Gekogashira Tai Gamenodesu!!" (忍法対決！ゲコガシラ対ガメノデス！！)                                                                             | 11. december 2014  | Ukendt               |
| 854         | 5           | "Et kapløb mod hjemmet!" "Serena no Honki! Gekisō Mēkuru Rēsu!" (セレナの本気！激走メェークルレース！)                                                                                      | 18. december 2014  | Ukendt               |
| 855         | 6           | "Konfrontation med den store plan!" "Karamanero Tai Māīka! Kizuna wa Sekai o Sukuu!!" (カラマネロ対マーイーカ！絆は世界を救う！！)                                                          | 25. december 2014  | Ukendt               |
| 856         | 7           | "Et glat møde!" "Saijaku no Doragon!? Numera Tōjō!!" (最弱のドラゴン！？ヌメラ登場！！) | 8. januar 2015     | Ukendt               |
| 857         | 8           | "En for Goomy!" "Dedenne Ganbaru! Numera no Tame ni!!" (デデンネがんばる！ヌメラのために！！)                                                                                               | 15. januar 2015    | Ukendt               |
| 858         | 9           | "Optøning af en iskold paniksituation!" "Baniputchi Panikku! Howaitoauto wa Kōrigōri!!" (バニプッチ・パニック！ホワイトアウトはこおりごおり！！)                                            | 22. januar 2015    | Ukendt               |
| 859         | 10          | "De grønne Græstyper i Coumarine City!" "Hiyoku Jimu Sen! Gekogashira Bui Esu Gōgōto!" (ヒヨクジム戦！ゲコガシラVSゴーゴート！！)                                                           | 29. januar 2015    | Ukendt               |
| 860         | 11          | "Under troskabstræet!" "Satoshi to Serena Hatsu Dēto!? Chikai no Ki to Purezento!!" (サトシとセレナ初デート！？誓いの樹とプレゼント！！)                                                    | 5. februar 2015    | Ukendt               |
| 861         | 12          | "En udstillingsdebut!" "Mezase Karos Kwīn! Serena, Debyū Desu!!" (目指せカロスクィーン！セレナ、デビューです！！)                                                                           | 12. februar 2015   | Ukendt               |
| 862         | 13          | "En oase af håb!" "Kōya no Kettō! Tatakae Numera!!" (荒野の決闘！戦えヌメラ！！) | 19. februar 2015   | Ukendt               |
| 863         | 14          | "Fremtiden er her takket være viljen!" "Saiensu no Mirai o Mamore! Denki no Meikyū!!" (サイエンスの未来を守れ！電気の迷宮！！)                                                              | 26. februar 2015   | Ukendt               |
| 864         | 15          | "Hver sin vej! Hvor vejen skiller!" "Mayoimichi Wakaremichi!? Musashi to Sōnansu!!" (迷い道は分かれ道！？ムサシとソーナンス！！)                                                            | 5. marts 2015      | Ukendt               |
| 865         | 16          | "En kamp med elegance og et stort smil!" "Fokko VS Mafokushī! Karei Naru Pafōmansu Batoru!!" (はフォッコVSマフォクシー！華麗なるパフォーマンスバトル！！)                                   | 12. marts 2015     | Ukendt               |
| —           | —           | "—" "Saikyō Mega Shinka ~Act III~" (最強メガシンカ～Act Ⅲ～) | 19. marts 2015     | Ikke sendt i Danmark |
| 866         | 17          | "Gode venner, suveræn træning!" "Kamēru, Raichuu Tōjō! Numeiru Ganbaru!!" (カメール、ライチュウ登場！ヌメイルがんばる！！)                                                                  | 26. marts 2015     | Ukendt               |
| 867         | 18          | "Et sammenstød med mørket!" "Miare Shiti Sōsasen! Shitoroido tai Burakku Shitoroido!!" (ミアレシティ走査線！シトロイド対ブラック・シトロイド！！)                                           | 2. april 2015      | Ukendt               |
| 868         | 19          | "Sandhedens time i Lumiose City!" "Miare Jimu Sen! Satoshi VS Shitoron!!" (ミアレジム戦！サトシVSシトロン！！)                                                                              | 9. april 2015      | Ukendt               |
| 869         | 20          | "Garchomps Megabånd!" "Neraware ta Megashinka! Gaburiasu no Kizuna!!" (狙われたメガシンカ！ガブリアスの絆！！)                                                                              | 16. april 2015     | Ukendt               |
| 870         | 21          | "Til forsvar for hjemlandet!" "Shicchi tai no Tatakai! Numerugon tai Furājesu!!" (湿地帯の戦い！ヌメルゴン対フラージェス！！)                                                               | 23. april 2015     | Ukendt               |
| 871         | 22          | "Bag regnbuen!" "Kecchaku! Numerugon Niji no Kanata ni!!" (決着！ヌメルゴン虹の彼方に！！)                                                                                                  | 30. april 2015     | Ukendt               |
| 872         | 23          | "En dårlig dag!" "Unsei Saiaku? Yurīka tai Nyāsu!!" (運勢最悪? ユリーカ対ニャース！！) | 7. maj 2015        | Ukendt               |
| 873         | 24          | "Skræmmende gæstfrihed!" "Kowaiie no Omotenashi!" (こわいイエのおもてなし！) | 14. maj 2015       | Ukendt               |
| 874         | 25          | "En fashionabel kamp!" "Fasshonshō de Batoru desu! Tatsubei VS Shushupu!!" (ファッションショーでバトルです！タツベイVSシュシュプ！！)                                                       | 21. maj 2015       | Ukendt               |
| 875         | 26          | "Fetypetricks" "Kunoe Jimu Sen! Utsukushiki Fearī no Wana! !" (クノエジム戦！美しきフェアリーの罠！！)                                                                                      | 28. maj 2015       | Ukendt               |
| 876         | 27          | "Rivaler: I dag og i morgen!" "Raibaru Batoru San hon Shōbu! Ashita ni Mukatte!!" (ライバルバトル３本勝負！ 明日に向かって！！)                                                             | 4. juni 2015       | Ukendt               |
| 877         | 28          | "En ikke så flyvende start!" "Kaze to Tamago to Onbatto!" (風とタマゴとオンバット！) | 11. juni 2015      | Ukendt               |
| 878         | 29          | "Et stafetløb i luften!" "Chōsen Pokemon Sukai Rirē! Tobe, Onbatto!!" (挑戦ポケモンスカイリレー！飛べ、オンバット！！)                                                                      | 18. juni 2015      | Ukendt               |
| 879         | 41          | "Lys! Kamera! Pika!" "Pikachu no dokidoki NG taishō" (ピカチュウはスター！？映画デビュー！! How to ピカチュウ・ザ・ムービー！よーい！アクション！！ 迅雷のヒーロー！スーパーピカチュウ！！) | 18. juni 2015      | Ukendt               |
| —           | —           | "—" "O Demashi ko Majin Fūpa" (おでまし小魔神フーパ) | 19. juni 2015      | Ikke sendt i Danmark |
| 880         | 30          | "Ukendt" "En frådende fabriksfiasko!" "Gekitō Monsutā Bōru Kōjō! Pikachuu VS Nyāsu!!" (激闘モンスターボール工場！ピカチュウVSニャース！！)                                                  | 25. juni 2015      | Ukendt               |
| 881         | 31          | "En vildt charmerende optræden!" "Tērunā to Yanchamu!! Misero Honoo no Pafōmansu!!" (テールナーとヤンチャム！！魅せろ炎のパフォーマンス！！)                                                | 2. juli 2015       | Ukendt               |
| 882         | 32          | "Rotoms ønske!" "Toki o Kakeru Satoshi! Rotomu no Negai!!" (時をかけるサトシ！ロトムの願い！！)                                                                                             | 9. juli 2015       | Ukendt               |
| 883         | 33          | "En festivalbyttehandel! En festivalafsked!" "Panpujin Fesutibaru! Sayonara Bakeccha!?" (パンプジンフェスティバル！さよならバケッチャ！?)                                                   | 23. juli 2015      | Ukendt               |
| 884         | 34          | "Over det snedækkede bjerg!" "Yukiyama o Koete! Manmū to Yukino ō!!" (雪山をこえて！マンムーとユキノオー！！)                                                                               | 30. juli 2015      | Ukendt               |
| 885         | 35          | "Ærinde på afveje!" "Harimaron! Hajimete no o Tsukai!!" (ハリマロン ！はじめてのつかい！！)                                                                                                 | 13. august 2015    | Ukendt               |
| 886         | 36          | "Reparation af en knækket sjæl!" "Ore ta sae Ore ta Kokoro! Tērunā no Tsuyoki Omoi!!" (折れた小枝、折れた心！テールナーの強い思い！！)                                                      | 20. august 2015    | Ukendt               |
| 887         | 37          | "En legendarisk fotomulighed!" "Shattā Chansu wa Faiyā! Densetsu o Tore!!" (シャッターチャンスはファイヤー ！伝説を撮れ！！)                                                                | 27. august 2015    | Ukendt               |
| 888         | 38          | "Den lille Pokémon-passer!" "Yurīka Osewa desu! Amaenbō no Chigorasu!!" (ユリーカお世話です！甘えん坊のチゴラス！！)                                                                        | 10. september 2015 | Ukendt               |
| 889         | 39          | "En togrejse tilbage til fortiden!" "Tsuioku no Torein! Shitoron to Horubī!!" (追憶のトレイン！シトロンとホルビー！！)                                                                      | 17. september 2015 | Ukendt               |
| 890         | 40          | "Et festligt fund blandt blomsterne!" "ībui wa Hito Mishiri!? Ohanabatake de Tsukamae te!!" (イーブイはひとみしり！？お花畑でつかまえて！！)                                                | 24. september 2015 | Ukendt               |
| 891         | 42          | "Tag Team-kampinspiration!" "Taggu batoru wa Yūjō Batoru! ībui Hatsu Sansen!!" (タッグバトルは友情バトル！イーブイ初参戦！！)                                                               | 1. oktober 2015    | Ukendt               |
| 892         | 43          | "En uventet opvisningsquiz!" "Happī Dansu wa Kuizu no Ato de!? Toraipokaron Hyakkoku Taikai!!" (ハッピーダンスはクイズのあとで！？トライポカロン・ヒャッコク大会！！)                       | 8. oktober 2015    | Ukendt               |
| 893         | 44          | "Tåget skæbne, strålende fremtid!" "Karosu no Kiki! Kyodai Hidokei no Tatakai!!" (カロスの危機！巨大日時計の戦い！！)                                                                       | 15. oktober 2015   | Ukendt               |
| 894         | 45          | "Fuld fokus på fremtiden!" "Hyakkokujimu no Daburu Batoru! Gojika no Mirai Yochi!!" (ヒャッコクジムのダブルバトル！ゴジカの未来予知!!)                                                      | 22. oktober 2015   | Ukendt               |
| —           | —           | "—" "Saikyō Mega Shinka ~Act IV~" (最強メガシンカ～Act IV～) | 29. oktober 2015   | Ikke sendt i Danmark |

## Stemmer
| Karakter    | Japansk                                            | Dansk                 |
| ----------- | -------------------------------------------------- | --------------------- |
| Ash Ketchum | Rika Matsumoto                                     | Mathias Klenske       |
| Pikachu     | Ikue Ōtani                                         | Ikue Ōtani            |
| Serena      | Mayuki Makiguchi                                   | Josephine S. Ellefsen |
| Clemont     | Yūki Kaji                                          | Alex Høgh Andersen    |
| Bonnie      | Mariya Ise (Afsnit 1-36) Mika Kanai (Afsnit 37-45) | Mia Aunbirk           |
| Jessie      | Megumi Hayashibara                                 | Ann Hjort             |
| James       | Shinichiro Miki                                    | Thomas Kirk           |
| Meowth      | Inuko Inuyama                                      | Peter Zhelder         |
| Fortæller   | Unshō Ishizuka                                     | Torben Sekov          |

## Hjemmeudgivelser
I Japan er sæsonen blevet fuldt udgivet til udlejning, men købeudgivelser er begrænset til visse afsnit. Sæsonen har fået en komplet hjemmeudgivelse på engelsk i USA og Australien på nær Mega-specialsne.
I Danmark har denne sæson ikke set nogen form for hjemmeudgivelse.